# Kanton Les Planches-en-Montagne
Kanton Les Planches-en-Montagne (francouzsky Canton des Planches-en-Montagne) je francouzský kanton v departementu Jura v regionu Franche-Comté. Tvoří ho osm obcí.

## Obce kantonu
- Bief-des-Maisons
- Les Chalesmes
- Chaux-des-Crotenay
- Crans
- Entre-deux-Monts
- Foncine-le-Bas
- Foncine-le-Haut
- Les Planches-en-Montagne